# Clusia skotaster
Clusia skotaster är en tvåhjärtbladig växtart som beskrevs av A. Gilli. Clusia skotaster ingår i släktet Clusia och familjen Clusiaceae. Inga underarter finns listade i Catalogue of Life.